# Albert Cobo
Albert Eugene Cobo (Detroit, 2 ottobre 1893 – Detroit, 12 settembre 1957) è stato un politico statunitense, sindaco di Detroit dal 1950 al 1957.

## Biografia
Albert Cobo nacque a Detroit il 2 ottobre 1893. Sposò Ethel ed ebbero due figlie, Jean e Elaine. Cobo aprì due negozi di dolciumi a Detroit e li gestì lui stesso, mentre frequentava una scuola serale di gestione aziendale e contabilità a Detroit. Dopo aver completato i suoi studi, vendette i negozi e andò a lavorare per la Burroughs Corporation. Nel 1933 Detroit, in piena crisi finanziaria, ricevette la consulenza di Cobo, che non tornò mai più a lavorare per la Burroughs, ma invece si candidò e fu eletto tesoriere della città nel 1935.
Albert Cobo rimase tesoriere per sette mandati, dopodiché si candidò a sindaco nel 1949, elezioni che poi vinse. Fu eletto altre due volte (la terza volta per quattro anni), e si rifiutò di correre per un quarto mandato. Nel 1956 Cobo fu sconfitto nelle primarie del suo partito da G. Mennen Williams per le elezioni del Governatore del Michigan, il suo primo insuccesso dopo dieci campagne elettorali coronate da successi. Cobo morì di infarto il 12 settembre 1957, pochi mesi prima che il suo mandato da sindaco terminasse. Il Cobo Center, precedentemente Cobo Hall, è stata dedicata a lui.